# Porta Collina

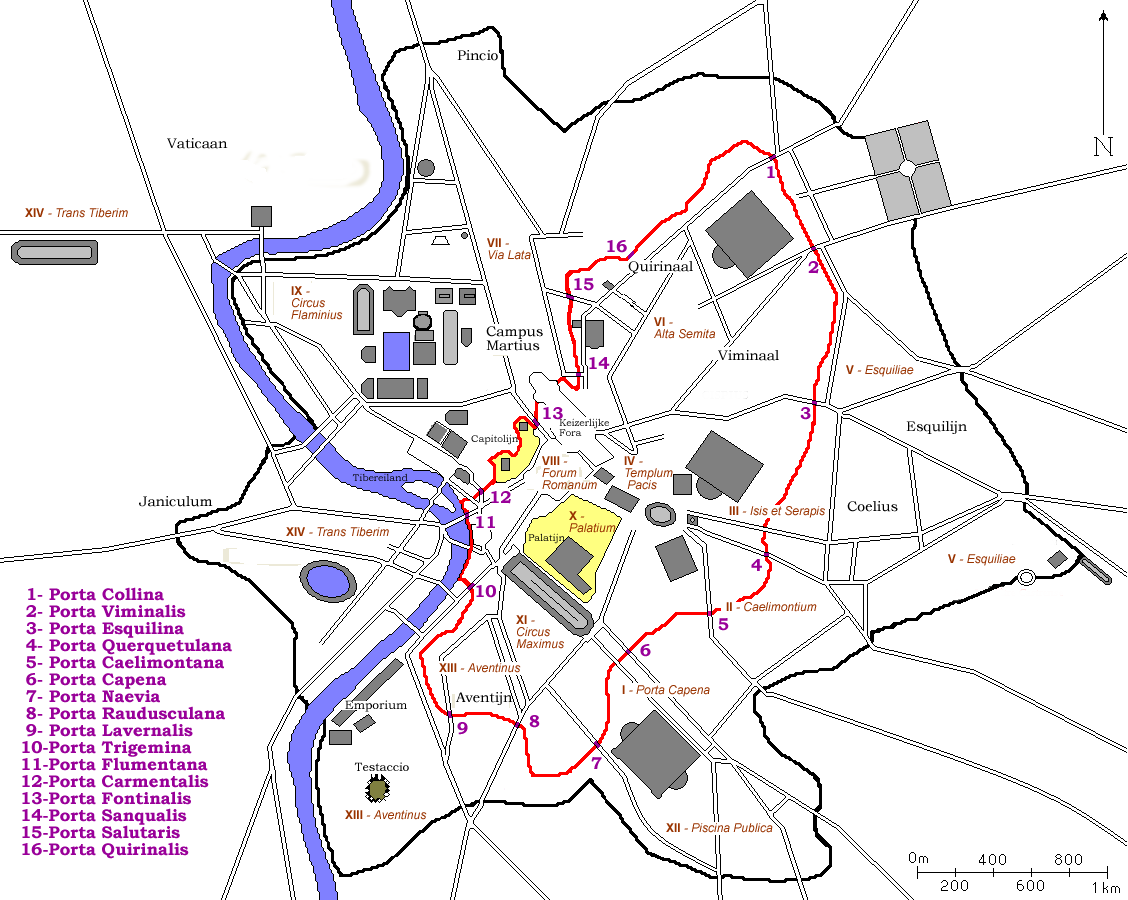
De Servische Muur en zijn stadspoorten

De Porta Collina was een stadspoort in de Muur van Servius Tullius in het oude Rome.

## Locatie
De Porta Collina stond op de Quirinaal, naast de agger, een extra versterkte sectie van de stadsmuur. Bij deze poort begon de Via Nomentana en de oude Via Salaria. De weg binnen de muur was de economisch belangrijke Alta Semita, die over de Quirinaal naar het centrum van de stad liep. De Porta Collina dankte zijn naam aan de Regio Collina een van de vier oorspronkelijke districten van de stad in de Republikeinse tijd.

## Gevechten
De Porta Collina was de meest noordelijke poort in de stadsmuur en moest daarom vaak verdedigd worden tegen vijanden die uit noordelijke richting kwamen. Dit was dan ook de poort waar in 387 v.Chr. de Galliërs onder Brennus de stad binnenvielen en daarna plunderden en in brand staken. In 211 v.Chr. sloeg Hannibal zijn kamp op voor de poort, waar hij overwoog de stad aan te vallen, maar na drie dagen trok hij weer weg. Aan het einde van de Romeinse Burgeroorlog tussen Marius en Sulla, versloeg Sulla de laatste troepen van zijn vijand buiten de Porta Collina.

## Restanten
Tijdens opgravingen in 1872 bij de Via XX Settembre werden overblijfselen van de stadspoort terug gevonden. Hieruit bleek dat twee grote vierkante bastions in een latere periode als extra versterking voor de oorspronkelijke poort waren gebouwd. Deze restanten zijn tegenwoordig niet meer zichtbaar.

## Trivia
In de middeleeuwen bestond er nog een Porta Collina in Rome. Dit was echter een poort in de verdedigingsmuur om het Vaticaan en had dus geen relatie met de antieke stadspoort.